# Luis de Benavides Carrillo
Luis de Benavides Carrillo, född 1608, död 1668, var en spansk markis, generalguvernör eller ståthållare i de Spanska Nederländerna 1659–1664.

## Galleri

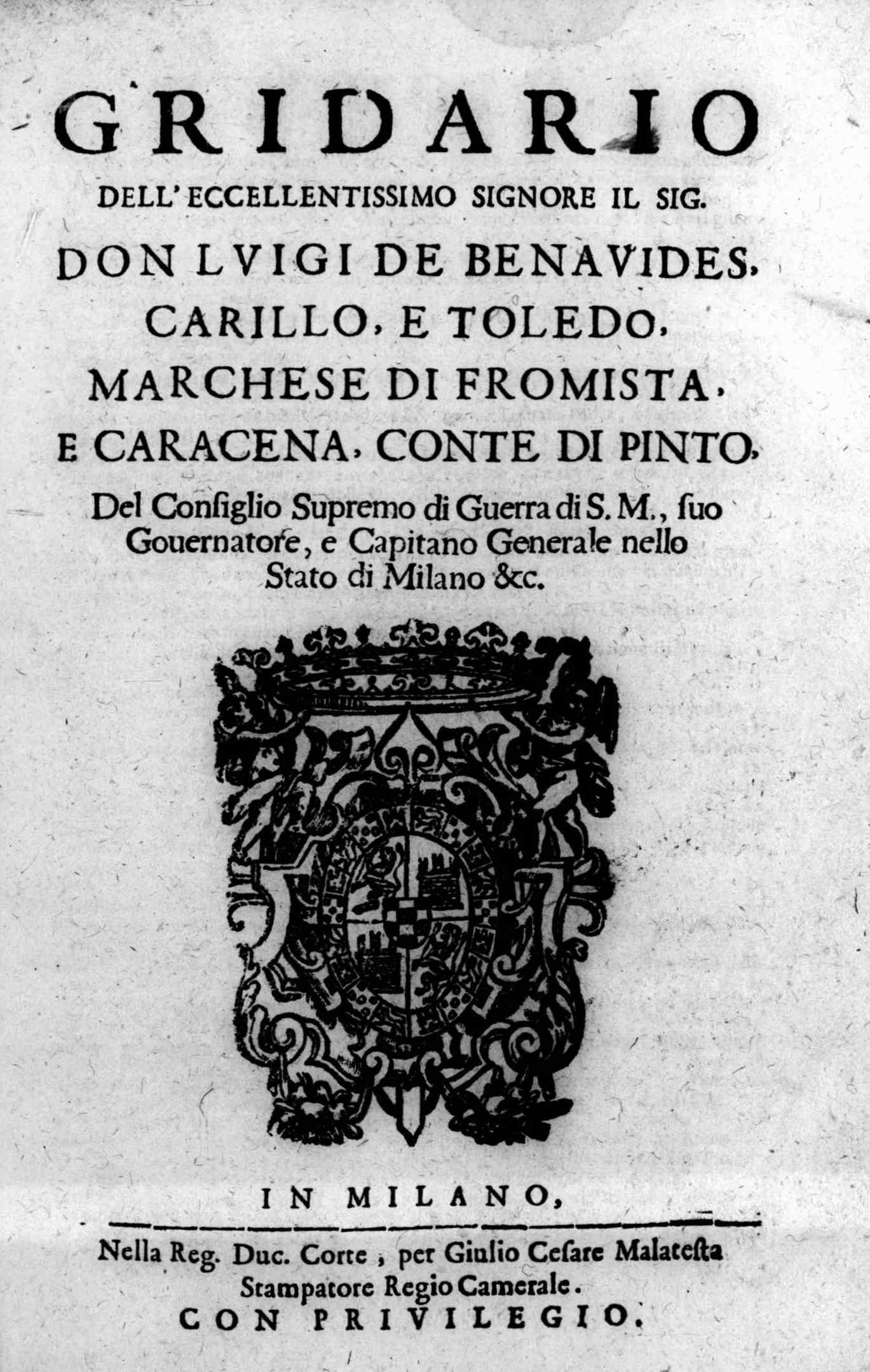
Gridario, Milano 1650